# LaSalle, Illinois
LaSalle là một thành phố thuộc quận LaSalle, tiểu bang Illinois, Hoa Kỳ. Năm 2010, dân số của thành phố này là 9609 người.

## Dân số
Dân số qua các năm:
- Năm 2000: 9796 người.
- Năm 2010: 9609 người.